# Magic (album Axela Rudiego Pella)
Magic – szósty album studyjny niemieckiego gitarzysty heavymetalowego Axela Rudiego Pella. Wydawnictwo ukazało się 21 maja 1997 nakładem wytwórni Steamhammer. Nagrania odbyły się między styczniem a marcem 1997 roku w RA.SH Studio w Gelsenkirchen. Niektóre partie wokalne zostały nagrane w Ocean Blue Recorders w Los Angeles. Za produkcję odpowiadają Axel Rudi Pell i Ulli Pösselt.

## Lista utworów
Opracowano na podstawie materiału źródłowego.
1. „Swamp Castle Overture” (utwór instrumentalny) – 2:15
2. „Nightmare” – 5:18
3. „Playing with Fire” – 4:23
4. „Magic” – 9:23
5. „Turned to Stone” – 5:13
6. „The Clown Is Dead” – 12:10
7. „Prisoners of the Sea” – 5:13
8. „Light in the Sky” – 5:13
9. „The Eyes of the Lost” – 4:56
10. „Total Eclipse (Opus #2, Allegro e Andante)” (utwór dodatkowy na wydaniu japońskim) – 3:40

Autorem wszystkich utworów jest Axel Rudi Pell.

## Twórcy
Opracowano na podstawie materiału źródłowego.

- Volker Krawczak – gitara basowa
- Axel Rudi Pell – gitara, produkcja
- Jörg Michael – perkusja
- Jeff Scott Soto – śpiew
- Julie Greaux – instrumenty klawiszowe
- Roland Grapow – druga gitara prowadząca (w utworze "Total Eclipse (Opus #2, Allegro e Andante)")
- Ulli Pösselt – produkcja, inżynieria dźwięku, miksowanie
- George Marino – mastering
- Marc Klinnert – okładka
- Philip Lethen – zdjęcia